# Retrospective – The Very Best of e.s.t.
Retrospective – The Very Best of e.s.t. är ett samlingsalbum från 2009 med jazzgruppen Esbjörn Svensson Trio .

## Låtlista
All musik är skriven av e.s.t.
1. From Gagarin's Point of View – 4:03
2. Dodge the Dodo – 4:17
3. Good Morning Susie Soho – 5:47
4. Spam-Boo-Limbo – 4:36
5. Behind the Yasmak – 10:08
6. Viaticum – 6:46
7. Seven Days of Falling – 5:58
8. Strange Place for Snow – 6:36
9. Believe, Beleft, Below – 4:43
10. A Picture of Doris Travelling with Boris – 5:35
11. Goldwrap – 3:48
12. Dolores in a Shoestand – 8:51
13. Leucocyte [radio mix] – 3:41

## Originalalbum
- Spår 1, 2 – From Gagarin's Point of View
- Spår 3, 4 – Good Morning Susie Soho
- Spår 5, 8 – Strange Place for Snow
- Spår 6, 10 – Viaticum
- Spår 7, 9 – Seven Days of Falling
- Spår 11, 12 – Tuesday Wonderland
- Spår 13 – Leucocyte

## Medverkande
- Esbjörn Svensson – piano
- Dan Berglund – bas
- Magnus Öström – trummor